# Orlandina Basket 2014-2015
Questa voce raccoglie le informazioni riguardanti l'Orlandina Basket nelle competizioni ufficiali della stagione 2014-2015.

## Verdetti stagionali
- Serie A:
  - stagione regolare: 14º posto su 16 squadre (10-20).

## Stagione
La stagione 2016-2017 dell'Orlandina Basket sponsorizzata Upea, la società della provincia di Messina, è la 4ª nel massimo campionato italiano di pallacanestro, la Serie A e sancisce il ritorno della società nel primo campionato italiano di pallacanestro. Chiude la stagione in quattordicesima posizione ottenendo la salvezza con diverse giornate d'anticipo.
Per la composizione del roster si decise di optare per la formula con 5 giocatori stranieri senza vincoli.

## Organigramma societario
La dirigenza è composta da:
- Patròn: Enzo Sindoni
- Vicepresidente: Carmelo Perrone
- Direttore generale: Francesco Venza
- Direttore sportivo: Giuseppe Sindoni
- Team manager: Mauro Saja
- Ufficio stampa: Sebastiano Ilardi
- Resp. statistiche Lega: Federico Rinoldo
- Segreteria: Pippo Munafò
- Responsabile marketing: Aurelio Coppolino
- Responsabile settore giovanile: David Sussi

## Roster
| Giocatori |
| --------- |

| N° | Naz.                                   | Ruolo | Sportivo         | Anno | Alt. | Peso |  |
| -- | -------------------------------------- | ----- | ---------------- | ---- | ---- | ---- |  |
| 4  | Stati Uniti (bandiera)                 | C     | Dario Hunt       | 1989 | 206  | 104  |  |
| 5  | Italia (bandiera)                      | G     | Gianluca Basile  | 1975 | 192  | 90   |  |
| 7  | Italia (bandiera)                      | A     | Matteo Soragna   | 1975 | 198  | 100  |  |
| 10 | Croazia (bandiera) · Italia (bandiera) | C     | Sandro Nicević   | 1976 | 210  | 105  |  |
| 11 | Italia (bandiera)                      | P     | Andrea Pecile    | 1980 | 188  | 80   |  |
| 34 | Italia (bandiera)                      | G     | Corrado Bianconi | 1994 | 202  | 93   |  |

| Staff tecnico                                 |
| --------------------------------------------- |
| Allenatore: Giulio Griccioli                  |
| Assistente allenatore: Gennaro Di Carlo       |
| Assistente allenatore: David Sussi            |
| Addetto statistiche: Federico Rinoldo         |
| Preparatore atletico: Walter Giuseppe Allotta |
| Fisioterapista: Biagio Di Giorgio             |
| Fisioterapista: Abele Ferrarini               |
| Medico sociale: Sabatino Carianni             |

| Giocatori acquisiti a stagione in corso |
| --------------------------------------- |

| N° | Naz.                                                   | Ruolo | Sportivo                        | Anno | Alt. | Peso |  |
| -- | ------------------------------------------------------ | ----- | ------------------------------- | ---- | ---- | ---- |  |
| 22 | Stati Uniti (bandiera)                                 | PG    | Sek Henry (dal 21 nov.)         | 1987 | 193  | 91   |  |
| 25 | Stati Uniti (bandiera)                                 | G     | Tyrus McGee (dal 5 mar.)        | 1991 | 188  | 90   |  |
| 45 | Stati Uniti (bandiera)                                 | G     | Folarin Campbell (dal 12 mar.)  | 1986 | 192  | 93   |  |
| 33 | Bosnia ed Erzegovina (bandiera) · Finlandia (bandiera) | AG    | Emir Sulejmanović (dal 15 apr.) | 1995 | 204  | 112  |  |

| Giocatori ceduti a stagione in corso |
| ------------------------------------ |

| N° | Naz.                                       | Ruolo | Sportivo                             | Anno | Alt. | Peso |  |
| -- | ------------------------------------------ | ----- | ------------------------------------ | ---- | ---- | ---- |  |
| 8  | Stati Uniti (bandiera)                     | P     | Jonny Flynn (fino al 24 nov.)        | 1989 | 183  | 84   |  |
| 12 | Canada (bandiera) · Regno Unito (bandiera) | P     | Nik Cochran (dal 19 dic. al 19 feb.) | 1988 | 190  | 85   |  |
| 20 | Stati Uniti (bandiera)                     | A     | Bradford Burgess (fino al 20 mar.)   | 1990 | 198  | 102  |  |
| 3  | Stati Uniti (bandiera)                     | G     | Austin Freeman (fino al 27 feb.)     | 1989 | 192  | 103  |  |
| 1  | Stati Uniti (bandiera)                     | A     | Dominique Archie (fino al 13 apr.)   | 1987 | 200  | 100  |  |

| Under aggregati alla prima squadra |
| ---------------------------------- |

| N° | Naz.                                                  | Ruolo | Sportivo            | Anno | Alt. | Peso |  |
| -- | ----------------------------------------------------- | ----- | ------------------- | ---- | ---- | ---- |  |
| 15 | Bosnia ed Erzegovina (bandiera) · Slovenia (bandiera) | AC    | Sedin Karavdić      | 1995 | 203  | 101  |  |
| 55 | Italia (bandiera)                                     | P     | Marco Strati        | 1995 | 180  | 77   |  |
| 16 | Italia (bandiera)                                     | A     | Federico Motta      | 1997 | 197  | 95   |  |
|    | Italia (bandiera)                                     | G     | Claudio Cordaro     | 1997 | 185  |      |  |
|    | Italia (bandiera)                                     | G     | Luca Munastra       | 1997 | 185  |      |  |
|    | Italia (bandiera)                                     | G     | Matteo Galipò       | 1996 |      |      |  |
|    | Italia (bandiera)                                     | C     | Enrico Pappalardo   | 1998 | 198  | 95   |  |
|    | Germania (bandiera)                                   | G     | Anes Sahinović      | 1996 | 190  |      |  |
|    | Italia (bandiera)                                     | A     | Vincenzo Spampinato | 1996 | 192  |      |  |

## Mercato

### Prima dell'inizio della stagione
| Arrivi | Arrivi           | Arrivi            | Arrivi     |
| R      | Nome             | da                | Modalità   |
| ------ | ---------------- | ----------------- | ---------- |
| G      | Corrado Bianconi | A. Costa Imola    | definitivo |
| AP     | Bradford Burgess | Lovanio Bears     | definitivo |
| P      | Jonny Flynn      | Sichuan B. Whales | definitivo |
| G      | Austin Freeman   | Iowa Energy       | definitivo |
| C      | Dario Hunt       | R.G.V. Vipers     | definitivo |
| AG     | Sedin Karavdić   | Grosuplje         | definitivo |
| P      | Andrea Pecile    | V.L. Pesaro       | definitivo |
| ALL    | Giulio Griccioli | Junior Casale     | definitivo |

| Partenze | Partenze           | Partenze          | Partenze            |
| R        | Nome               | a                 | Modalità            |
| -------- | ------------------ | ----------------- | ------------------- |
| AG       | Andrea Benevelli   | Basket Brescia    | risoluzione         |
| G        | Leonardo Ciribeni  | Pod. Montegranaro | fine contratto      |
| P        | Tommaso Laquintana | Pall. Biella      | prestito stagionale |
| P        | Keddric Mays       | Boulogne-sur-Mer  | fine contratto      |
| G        | Marco Portannese   | Virtus Bologna    | fine contratto      |
| AP       | Rodolfo Valenti    | Derthona Basket   | fine contratto      |
| ALL      | Gianmarco Pozzecco | Pall. Varese      | fine contratto      |

### Durante la stagione
| Arrivi | Arrivi            | Arrivi            | Arrivi               |
| R      | Nome              | da                | Modalità             |
| ------ | ----------------- | ----------------- | -------------------- |
| G      | Folarin Campbell  | R. Ludwigsburg    | definitivo           |
| P      | Nik Cochran       | Joventut Badalona | contratto temporaneo |
| PG     | Sek Henry         | N.B. Brindisi     | definitivo           |
| G      | Tyrus McGee       | Eisb. Bremerhaven | definitivo           |
| AG     | Emir Sulejmanović | Barcellona        | prestito             |

| Partenze | Partenze         | Partenze    | Partenze       |
| R        | Nome             | a           | Modalità       |
| -------- | ---------------- | ----------- | -------------- |
| AP       | Dominique Archie | Ostenda     | rescissione    |
| AP       | Bradford Burgess | Free agent  | rescissione    |
| P        | Nik Cochran      | Free agent  | fine contratto |
| P        | Jonny Flynn      | Free agent  | rescissione    |
| G        | Austin Freeman   | Virtus Roma | rescissione    |

## Risultati

### Serie A

#### Regular season

##### Girone di andata
| Arbitri: | Lanzarini (Bologna) Chiari (Ponzano Veneto) Rossi (Anghiari) |

|                                 |            |                                      |
| Archie 16 Nicević 14 Burgess 11 | Punti      | 16 Johnson 14 Williams 13 Cinciarini |
| D. Archie, Basile 4             | Assist     | 5 Hall                               |
| Hunt 11                         | Rimbalzi   | 10 Johnson                           |
| Giulio Griccioli                | Allenatori | Paolo Moretti                        |

| Arbitri: | Paternicò (Piazza Armerina) Sardella (Rimini) Attard (Priolo Gargallo) |

|                                  |            |                              |
| Fontecchio 14 Hazell 13 White 11 | Punti      | 27 Freeman 13 Hunt 12 Archie |
| Gaddy, Ray 3                     | Assist     | 6 Basile                     |
| Gilchrist, White 9               | Rimbalzi   | 13 Hunt                      |
| Giorgio Valli                    | Allenatori | Giulio Griccioli             |

| Arbitri: | Mazzoni (Grosseto) Bettini (Bologna) Morelli (Brindisi) |

|                              |            |                                                   |
| Archie 22 Burgess 12 Hunt 12 | Punti      | 14 Triche 13 De Zeeuw 11 Jones, Gibson, Stipčević |
| Nicević 5                    | Assist     | 4 Triche                                          |
| Hunt 9                       | Rimbalzi   | 6 Gibson                                          |
| Giulio Griccioli             | Allenatori | Luca Dalmonte                                     |

| Arbitri: | Sabetta (Termoli) Chiari (Ponzano Veneto) Di Francesco (Teramo) |

|                                            |            |                              |
| Ferguson 13 Clark, Bell, Cusin 12 Hayes 11 | Punti      | 25 Freeman 21 Archie 12 Hunt |
| K. Hayes, Vitali 6                         | Assist     | 3 Basile, Freeman            |
| sei giocatori 4                            | Rimbalzi   | 7 Hunt                       |
| Cesare Pancotto                            | Allenatori | Giulio Griccioli             |

| Arbitri: | Lanzarini (Bologna) Biggi (Cavenago di Brianza) Quarta (Rivalta di Torino) |

|                               |            |                               |
| Freeman 19 Hunt 14 Burgess 12 | Punti      | 20 Harper 18 Anosike 14 Hanga |
| Basile, Freeman 3             | Assist     | 5 Cavaliero, Hanga            |
| Archie, Burgess 6             | Rimbalzi   | 10 Anosike                    |
| Giulio Griccioli              | Allenatori | Francesco Vitucci             |

| Arbitri: | Martolini (Roma) Borgioni (Roma) Caiazza (Arzano) |

|                                |            |                             |
| Freeman 27 Archie 12 Soragna 9 | Punti      | 20 Young 14 Gaines 14 Scott |
| Basile, Freeman, Soragna 2     | Assist     | 6 Mordente                  |
| Archie, Hunt 7                 | Rimbalzi   | 9 Young                     |
| Giulio Griccioli               | Allenatori | Zare Markovski              |

| Arbitri: | Begnis (Crema) Rossi (Anghiari) Paglialunga (Massafra) |

|                           |            |                                 |
| Ross 21 Myles 18 Judge 10 | Punti      | 15 Freeman 13 Soragna 12 Archie |
| Williams 5                | Assist     | 2 Freeman                       |
| Judge 10                  | Rimbalzi   | 10 Hunt                         |
| Riccardo Paolini          | Allenatori | Giulio Griccioli                |

| Arbitri: | Seghetti (Livorno) Sardella (Rimini) Filippini (San Lazzaro di Savena) |

|                             |            |                            |
| Hunt 18 Henry 18 Burgess 16 | Punti      | 15 Sosa 14 Dyson 11 Brooks |
| Freeman 4                   | Assist     | 3 Brooks, Logan, Sosa      |
| Hunt 18                     | Rimbalzi   | 15 Brooks                  |
| Giulio Griccioli            | Allenatori | Romeo Sacchetti            |

| Arbitri: | Paternicò (Piazza Armerina) Biggi (Cassina de' Pecchi) Lo Guzzo (Pisa) |

|                                       |            |                              |
| Della Valle 25 Polonara 15 Mussini 12 | Punti      | 12 Soragna 11 Archie 11 Hunt |
| Cinciarini 7                          | Assist     | 1 cinque giocatori           |
| Polonara 14                           | Rimbalzi   | 9 Freeman                    |
| Massimiliano Menetti                  | Allenatori | Giulio Griccioli             |

| Arbitri: | Lamonica (Roseto degli Abruzzi) Bartoli (Trieste) Attard (Priolo Gargallo) |

|                             |            |                                                 |
| Freeman 21 Henry 17 Hunt 15 | Punti      | 23 Feldeine 12 Shermadini 8 Johnson-Odom, Jones |
| Burgess, Freeman, Henry 3   | Assist     | 3 Feldeine, Hollis                              |
| Hunt 9                      | Rimbalzi   | 7 G. Shermadini                                 |
| Giulio Griccioli            | Allenatori | Stefano Sacripanti                              |

| Arbitri: | Sardella (Rimini) Baldini (Firenze) Quarta (Rivalta di Torino) |

|                                    |            |                               |
| Mays 22 James 11 Denmon, Pullen 10 | Punti      | 27 Archie 17 Freeman 15 Henry |
| quattro giocatori 3                | Assist     | 5 Freeman                     |
| James 13                           | Rimbalzi   | 10 Archie                     |
| Piero Bucchi                       | Allenatori | Giulio Griccioli              |

| Arbitri: | Mattioli (Pesaro) Rossi (Anghiari) Lo Guzzo (Pisa) |

|                                     |            |                                                |
| Brooks 19 Moss 14 Melli, Ragland 12 | Punti      | 25 Henry 13 Freeman 8 Archie, Cochran, Soragna |
| Meacham 6                           | Assist     | 3 Henry                                        |
| James 8                             | Rimbalzi   | 8 Hunt                                         |
| Luca Banchi                         | Allenatori | Giulio Griccioli                               |

| Arbitri: | Biggi (Castel San Giovanni) Seghetti (Livorno) Attard (Priolo Gargallo) |

|                               |            |                                  |
| Freeman 24 Archie 17 Henry 14 | Punti      | 22 Robinson 16 Diawara 11 Eyenga |
| Henry 6                       | Assist     | 6 Robinson                       |
| Archie, Hunt 10               | Rimbalzi   | 6 Daniel, Eyenga                 |
| Giulio Griccioli              | Allenatori | Gianmarco Pozzecco               |

| Arbitri: | Paternicò (Piazza Armerina) Martolini (Roma) Ranaudo (Milano) |

|                                 |            |                               |
| Owens 20 Mitchell 19 Pascolo 15 | Punti      | 19 Archie 19 Freeman 14 Henry |
| Pascolo 4                       | Assist     | 5 Basile, Freeman             |
| Owens 10                        | Rimbalzi   | 9 Hunt                        |
| Maurizio Buscaglia              | Allenatori | Giulio Griccioli              |

| Arbitri: | Sahin (Messina) Lo Guzzo (Pisa) Calbucci (Pomezia) |

|                               |            |                            |
| Freeman 22 Archie 12 Henry 12 | Punti      | 15 Stone 12 Perić 6 Ortner |
| Basile 4                      | Assist     | 3 Ruzzier                  |
| Hunt 10                       | Rimbalzi   | 9 Ortner, Stone            |
| Giulio Griccioli              | Allenatori | Carlo Recalcati            |

##### Girone di ritorno
| Arbitri: | Lamonica (Roseto degli Abruzzi) Di Francesco (Teramo) Borgioni (Roma) |

|                                     |            |                            |
| Cinciarini 18 Easley 14 Williams 14 | Punti      | 19 Archie 17 Hunt 13 Henry |
| Filloy 5                            | Assist     | 4 Henry                    |
| Easley 9                            | Rimbalzi   | 7 Archie                   |
| Paolo Moretti                       | Allenatori | Giulio Griccioli           |

| Arbitri: | Seghetti (Livorno) Ranaudo (Milano) Sardella (Rimini) |

|                                      |            |                           |
| Henry 12 Burgess 11 Freeman, Hunt 11 | Punti      | 21 Ray 15 Reddic 12 White |
| Henry 7                              | Assist     | 7 Ray                     |
| Hunt 9                               | Rimbalzi   | 12 White                  |
| Giulio Griccioli                     | Allenatori | Giorgio Valli             |

| Arbitri: | Taurino (Vignola) Bettini (Bologna) Attard (Priolo Gargallo) |

|                              |            |                                     |
| Jones 19 Gibson 14 Morgan 14 | Punti      | 13 Freeman 13 Henry 12 Archie, Hunt |
| Stipčević 3                  | Assist     | 3 Freeman                           |
| Morgan 6                     | Rimbalzi   | 9 Hunt                              |
| Luca Dalmonte                | Allenatori | Giulio Griccioli                    |

| Arbitri: | Lamonica (Roseto degli Abruzzi) Di Francesco (Teramo) Weidmann (Montagano) |

|                                |            |                                |
| Archie 14 Nicević 12 Freeman 8 | Punti      | 14 Ferguson 12 Daniel 10 Clark |
| Freeman 5                      | Assist     | 5 Vitali                       |
| Archie 6                       | Rimbalzi   | 14 Clark                       |
| Giulio Griccioli               | Allenatori | Cesare Pancotto                |

| Arbitri: | Lanzarini (Bologna) Vicino (Argelato) Quarta (Rivalta di Torino) |

|                              |            |                                    |
| Gaines 15 Hanga 11 Harper 11 | Punti      | 13 Basile 13 Hunt 12 Archie, Henry |
| Banks 4                      | Assist     | 5 Basile                           |
| Anosike 13                   | Rimbalzi   | 9 Hunt                             |
| Francesco Vitucci            | Allenatori | Giulio Griccioli                   |

| Arbitri: | Lamonica (Roseto degli Abruzzi) Di Francesco (Teramo) Attard (Priolo Gargallo) |

|                                 |            |                             |
| Ivanov 23 Antonutti 15 Scott 10 | Punti      | 17 Archie 15 Herny 14 McGee |
| Moore 6                         | Assist     | 7 Basile                    |
| Ivanov 7                        | Rimbalzi   | 10 Archie                   |
| Vincenzo Esposito               | Allenatori | Giulio Griccioli            |

| Arbitri: | Paternicò (Piazza Armerina) Sabetta (Termoli) Calbucci (Pomezia) |

|                              |            |                                   |
| Hunt 16 Henry 14 Campbell 13 | Punti      | 19 Ross 19 Wright 10 Musso, Myles |
| Henry 5                      | Assist     | 4 Musso, Wright                   |
| Hunt 12                      | Rimbalzi   | 9 Judge                           |
| Giulio Griccioli             | Allenatori | Riccardo Paolini                  |

| Arbitri: | Taurino (Vignola) Bettini (Bologna) Borgioni (Roma) |

|                                     |            |                            |
| Dyson 16 Logan 15 Sanders, Kadji 11 | Punti      | 14 Basile 14 Henry 10 Hunt |
| Dyson 5                             | Assist     | 8 Henry                    |
| Lawal 9                             | Rimbalzi   | 10 Archie                  |
| Romeo Sacchetti                     | Allenatori | Giulio Griccioli           |

| Arbitri: | Lanzarini (Bologna) Vicino (Argelato) Morelli (Brindisi) |

|                             |            |                                   |
| Henry 16 Archie 13 McGee 12 | Punti      | 18 Polonara 14 Kaukėnas 13 Diener |
| Henry 5                     | Assist     | 1 5 Mussini                       |
| Hunt 7                      | Rimbalzi   | 16 Polonara                       |
| Giulio Griccioli            | Allenatori | Massimiliano Menetti              |

| Arbitri: | Mattioli (Pesaro) Sardella (Rimini) Quarta (Rivalta di Torino) |

|                                    |            |                                |
| World Peace 19 Feldeine 15 Buva 12 | Punti      | 13 Archie 12 Henry 11 Campbell |
| Johnson-Odom 8                     | Assist     | 9 Henry                        |
| Buva 8                             | Rimbalzi   | 8 Campbell                     |
| Stefano Sacripanti                 | Allenatori | Giulio Griccioli               |

| Arbitri: | Begnis (Crema) Baldini (Firenze) Ranaudo (Milano) |

|                            |            |                            |
| Henry 13 Hunt 12 Archie 10 | Punti      | 15 Mays 14 Denmon 14 James |
| Soragna 4                  | Assist     | 5 Pullen                   |
| Archie 10                  | Rimbalzi   | 10 Mays                    |
| Giulio Griccioli           | Allenatori | Piero Bucchi               |

| Arbitri: | Lamonica (Roseto degli Abruzzi) Di Francesco (Teramo) Filippini (San Lazzaro di Savena) |

|                             |            |                               |
| McGee 16 Henry 13 Pecile 13 | Punti      | 14 Ragland 11 Gentile 9 Melli |
| Henry 5                     | Assist     | 2 Gentile, Melli              |
| Henry, Hunt, Nicević 7      | Rimbalzi   | 7 Melli                       |
| Giulio Griccioli            | Allenatori | Luca Banchi                   |

| Arbitri: | Taurino (Vignola) Bettini (Bologna) Weidmann (Montagano) |

|                                |            |                                     |
| Okoye 22 Rautins 15 Callahan 8 | Punti      | 19 McGee 13 Henry 8 Basile, Nicević |
| Maynor 6                       | Assist     | 3 Basile, Campbell, Henry           |
| Jefferson, Kangur, Okoye 9     | Rimbalzi   | 5 Hunt                              |
| Attilio Caja                   | Allenatori | Giulio Griccioli                    |

| Arbitri: | Begnis (Crema) Baldini (Firenze) Ranaudo (Milano) |

|                             |            |                               |
| Nicević 14 McGee 10 Henry 9 | Punti      | 25 Mitchell 9 Owens 9 Sanders |
| Campbell, Pecile, Soragna 3 | Assist     | 3 Pascolo                     |
| Hunt 9                      | Rimbalzi   | 12 Mitchell                   |
| Giulio Griccioli            | Allenatori | Maurizio Buscaglia            |

| Arbitri: | Martolini (Roma) Rossi (Anghiari) Calbucci (Pomezia) |

|                               |            |                             |
| Goss 17 Viggiano 16 Nelson 14 | Punti      | 16 Henry 14 Hunt 10 Nicević |
| Stone 5                       | Assist     | 6 Campbell                  |
| Stone 9                       | Rimbalzi   | 14 Hunt                     |
| Carlo Recalcati               | Allenatori | Giulio Griccioli            |

## Statistiche

### Statistiche di squadra
| Competizione | Punti | In casa | In casa | In casa | In casa | In casa | In trasferta | In trasferta | In trasferta | In trasferta | In trasferta | Totale | Totale | Totale | Totale | Totale | Totale |
| Competizione | Punti | G       | V       | P       | PF      | PS      | G            | V            | P            | PF           | PS           | G      | V      | P      | PF     | PS     | DIF    |
| ------------ | ----- | ------- | ------- | ------- | ------- | ------- | ------------ | ------------ | ------------ | ------------ | ------------ | ------ | ------ | ------ | ------ | ------ | ------ |
| Serie A      | 20    | 15      | 7       | 8       | 1.038   | 1.038   | 15           | 3            | 12           | 1.056        | 1.184        | 30     | 10     | 20     | 2.094  | 2.435  | -128   |

### Statistiche individuali
| Giocatore         | Serie A | Serie A | Serie A | Serie A |
| Giocatore         | PG      | PTI     | AST     | RIM     |
| ----------------- | ------- | ------- | ------- | ------- |
| Dominique Archie  | 26      | 342     | 35      | 164     |
| Sek Henry         | 24      | 320     | 82      | 106     |
| Dario Hunt        | 30      | 303     | 16      | 256     |
| Austin Freeman    | 18      | 276     | 53      | 62      |
| Matteo Soragna    | 25      | 166     | 38      | 58      |
| Sandro Nicević    | 16      | 141     | 19      | 62      |
| Bradford Burgess  | 15      | 130     | 20      | 54      |
| Tyrus McGee       | 10      | 111     | 7       | 35      |
| Gianluca Basile   | 26      | 105     | 61      | 61      |
| Andrea Pecile     | 19      | 79      | 20      | 34      |
| Folarin Campbell  | 9       | 70      | 31      | 29      |
| Emir Sulejmanović | 4       | 16      | 1       | 22      |
| Nik Cochran       | 8       | 13      | 7       | 10      |
| Jonny Flynn       | 2       | 13      | 5       | 7       |
| Sedin Karavdić    | 7       | 8       | 1       | 2       |
| Corrado Bianconi  | 7       | 1       | 1       | 2       |
| Marco Strati      | 2       | 0       | 0       | 1       |